# Balatonvilágos
Balatonvilágos je vas na Madžarskem, ki upravno spada pod podregijo Balatonalmádi Županije Veszprém.